# Baudienst im Generalgouvernement

Emblem des Polnischen Baudienstes im Generalgouvernement

Der Baudienst im Generalgouvernement war eine während der deutschen Besetzung Polens im Gebiet des Generalgouvernements geschaffene Arbeitspflicht nach dem Vorbild des Reichsarbeitsdienst (RAD). Die Organisation unterstand nach dem Führererlass über die Verwaltung der besetzten polnischen Gebiete vom 12. Oktober 1939 dem Reichsminister Hans Frank.
Die Einberufung erfolgte aufgrund § 1 der Verordnung über die Einführung der Arbeitspflicht für die polnische Bevölkerung des Generalgouvernements vom 26. Oktober 1939.

## Organisation und Aufgaben
Der Baudienst wurde mit Verordnung Hans Franks vom 1. Dezember 1940 ursprünglich im Bezirk Krakau errichtet, 1942 jedoch auf alle Bezirke mit Ausnahme des Bezirkes Warschau ausgedehnt. Die Dienststelle des Leiters war in die Abteilung Innere Verwaltung im Amt des Generalgouverneurs eingegliedert.
Baudienstpflichtig waren alle nichtdeutschen Bewohner des Generalgouvernements zwischen dem 18. und 60. Lebensjahr „mit Ausnahme von Ausländern, Juden und Zigeunern.“ Verstöße gegen die Arbeitspflicht waren mit Disziplinar- und Kriminalstrafen bis hin zur Todesstrafe bedroht (§§ 7, 8 der Verordnung von 1942).

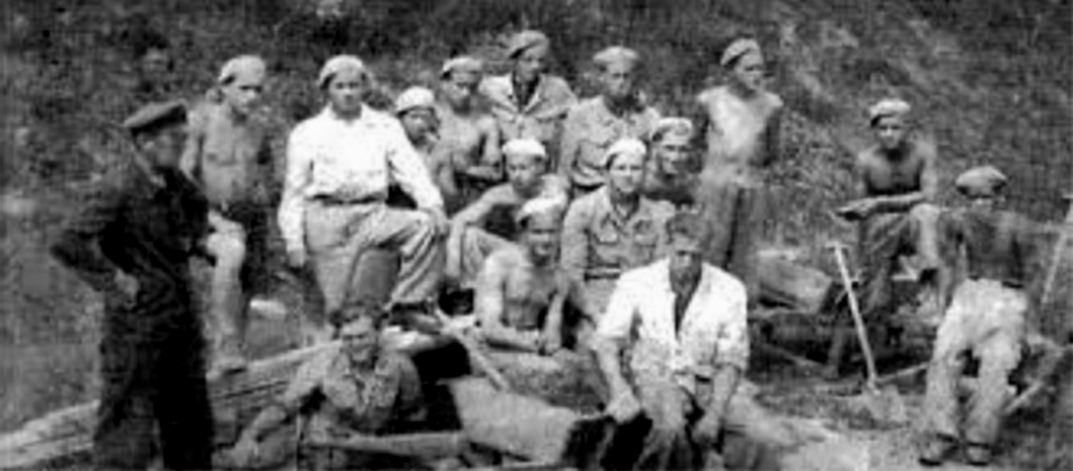
Arbeiter des Polnischen Baudienstes im Bezirk Krakau, darunter Karol Józef Wojtyła, der spätere Papst Johannes Paul II.

Die Angehörigen des Baudienstes waren nicht in der industriellen Produktion beschäftigt, sondern hatten die Aufgabe, „gemeinnützige oder staatspolitisch bedeutsame Arbeiten durchzuführen und bei Katastrophen Hilfe zu leisten“ (§ 1 der Verordnung von 1942). Sie wurden zu öffentlichen Arbeiten, Arbeiten zu Gunsten der Wehrmacht und auch bei der Bestattung der Opfer von Massenexekutionen zwangsweise herangezogen.
Die Baudienst-Arbeiter erhielten einen „Baudienstpass“  und hatten für ihren Einsatz Anspruch auf einen gewissen „Abgeltungsbetrag“. Dieser betrug 1 Złoty pro Tag und wurde trotz steigender Inflation nie geändert. Im Laufe der Zeit verschlechterten sich die Arbeitsbedingungen, da den Arbeitern die Lebensmittel- und Kleiderrationen gekürzt wurden.
Die Baudienstpflicht erstreckte sich später auch auf Jugendliche ab 14 Jahren. Einstellungen konnten auch aufgrund freiwilliger Meldungen erfolgen. Allerdings machten viele deutsche Verwaltungsbeamte Bedenken geltend, da sich nunmehr polnische gewerbliche Arbeiter schwerlich für den Einsatz im Reich anwerben ließen.
Als Sollstärke für den Baudienst war 150.000 Männer geplant. Tatsächlich erreicht wurden auf Grund des ständigen Mangels an Freiwilligen und der zunehmenden Desertionen selbst zur Spitzenzeit im Januar 1944 nur etwa 45.000 Menschen. Die Baudienst-Beschäftigten waren vertraglich verpflichtet, zunächst mindestens drei Monate, während der Frühlings- und Sommerperiode sechs bis sieben Monate und schließlich mindestens ein Jahr im Baudienst zu arbeiten.
Die Zusammenfassung der Baudienstpflichtigen erfolgte getrennt nach Volkszugehörigkeit in den Polnischen Baudienst sowie den Ukrainischen (Ukrains'ka Sluzhba Bat'kivschyni, USB) und den Goralischen Heimatdienst. Volksdeutsche waren von diesem Dienst ausgenommen.